# Cheker-Fries

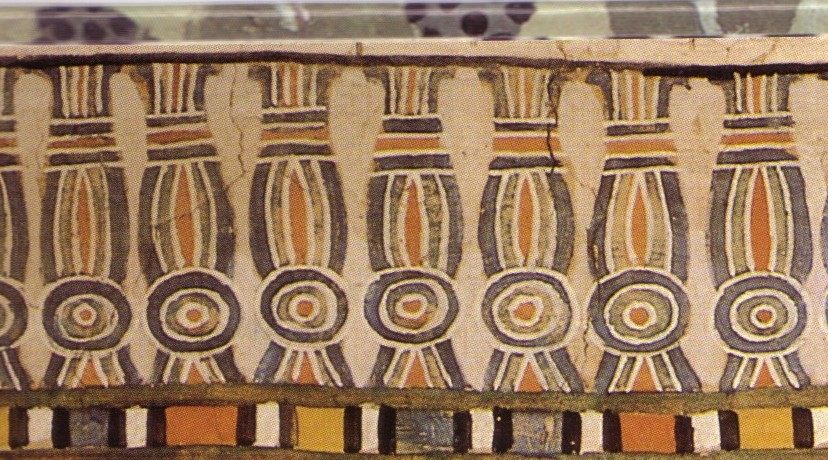
Cheker-Fries im Grab des Sennefer.

Ein Cheker-Fries ist ein altägyptisches oberes Abschlussornament dekorierter Wandflächen, das aus einer Abfolge von aufrecht stehenden, gebündelten und geknoteten Teppichfransen oder Schilfbündeln besteht. Diese bildeten wahrscheinlich einen frühen Wandbehang. Die meisten Friese sind entweder oben zugespitzt ohne Innenzeichnung oder mit detaillierter Innenzeichnung (rot–grün–blau) und kelchartigem offenem oberen Ende. Die ältesten Beispiele finden sich in der Djoser-Pyramide und in Meidum. Im Neuen Reich entstanden phantasievolle Varianten mit z. B. aufgesetzten Sonnenscheiben.